# Conostylis scorsiflora
Conostylis scorsiflora är en enhjärtbladig växtart som beskrevs av Ferdinand von Mueller. Conostylis scorsiflora ingår i släktet Conostylis och familjen Haemodoraceae.

## Underarter
Arten delas in i följande underarter:
- C. s. longissima
- C. s. scorsiflora
- C. s. trichophylla